# Novoselec
Novoselec is een plaats in de gemeente Križ in de Kroatische provincie Zagreb. De plaats telt 1.520 inwoners (2001).